# Rajakhedi
Rajakhedi là một thị trấn thống kê (census town) của quận Sagar thuộc bang Madhya Pradesh, Ấn Độ.

## Nhân khẩu
Theo điều tra dân số năm 2001 của Ấn Độ, Rajakhedi có dân số 19.023 người. Phái nam chiếm 53% tổng số dân và phái nữ chiếm 47%. Rajakhedi có tỷ lệ 73% biết đọc biết viết, cao hơn tỷ lệ trung bình toàn quốc là 59,5%: tỷ lệ cho phái nam là 79%, và tỷ lệ cho phái nữ là 67%. Tại Rajakhedi, 15% dân số nhỏ hơn 6 tuổi.